# Saint Ouen (Jersey)

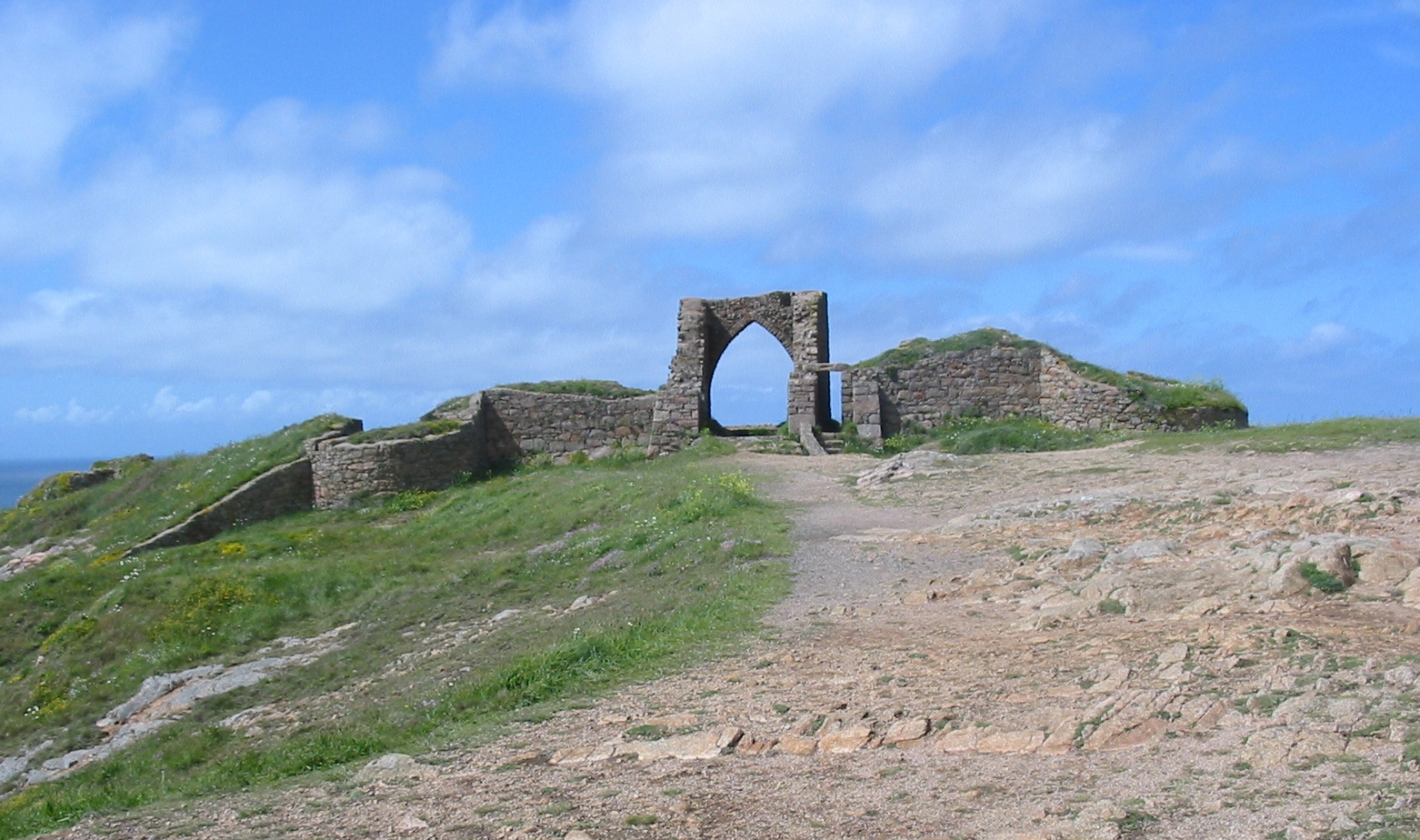
Die Ruinen von Grosnez Castle

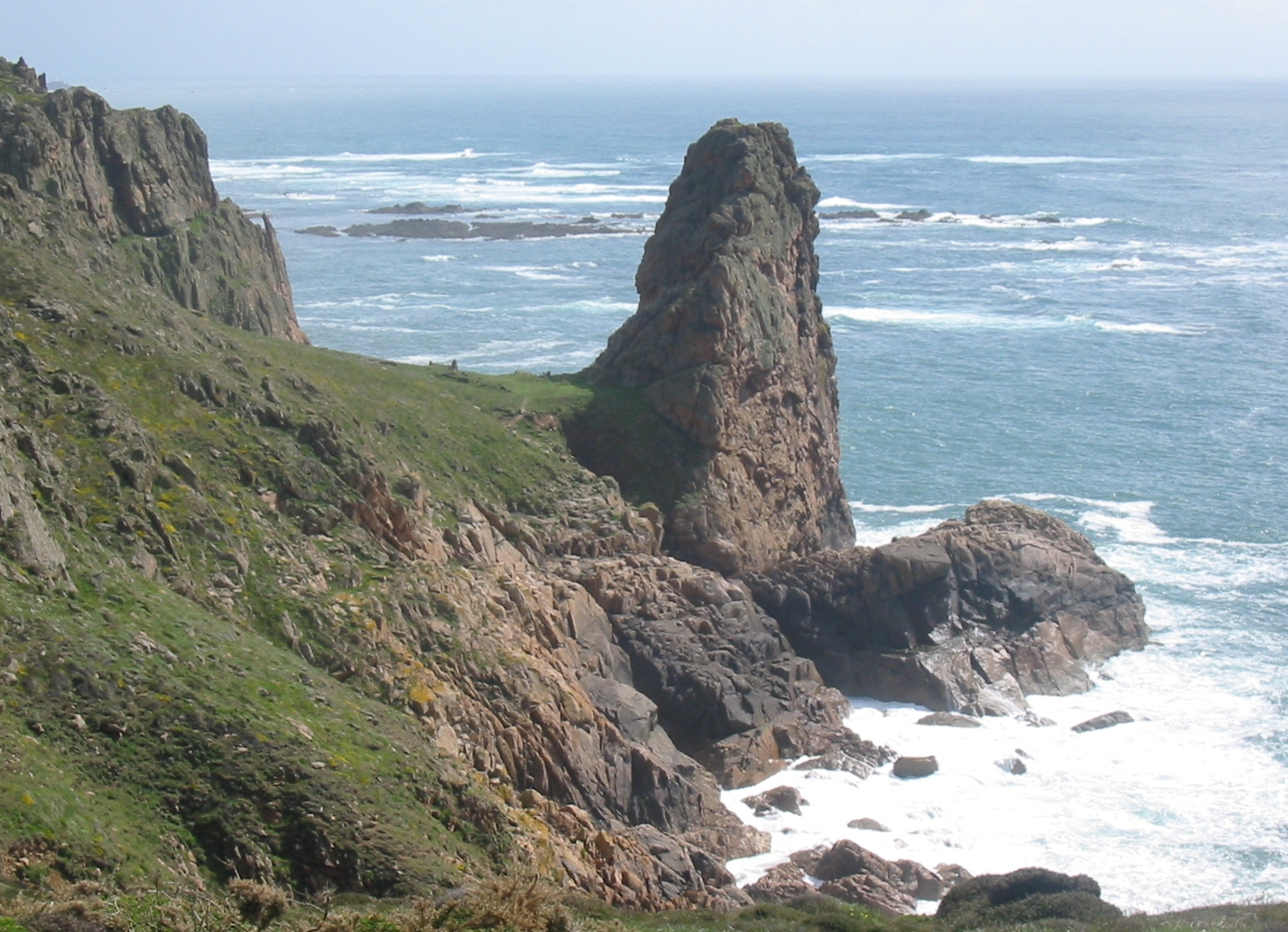
Die prähistorische Stätte von Le Pinacle

Saint Ouen (Jèrriais: Saint Ouën) ist eine der zwölf Gemeinden (Parishes) von Jersey. Die Gemeinde liegt im Nordwesten der Insel. Sie ist die flächenmäßig größte Gemeinde von Jersey, ist am weitesten von der Hauptstadt St. Helier entfernt und umfasst 8528 vergées (15 km², 13 % der Landfläche von Jersey) Nachbargemeinden sind Saint Mary im Osten und Saint Peter im Süden. Ansonsten bildet das Gemeindegebiet eine Art Halbinsel.
Sie wird als die am meisten traditionell ausgerichtete Gemeinde der Insel beschrieben. Benannt ist die Gemeinde nach Ouen, einem fränkischen Heiligen.

## Sehenswürdigkeiten
Drei prähistorische Fundstätten liegen in St. Ouen:
- Die Dolmen von Les Monts Grantez,
- die Dolmen von La Hougue des Géonnais und
- die prähistorische Stätte von Le Pinacle

Im Nordwesten der Gemeinde sind die Ruinen von Grosnez Castle zu finden, eine frühere mittelalterliche Burg, deren heutige Ansicht auf den 50-Pence-Münzen von Jersey zu finden ist. Sie wird auch bei touristisch ausgerichteten Fahrten über die Insel regelmäßig im Programm angeboten.

## Bevölkerungsentwicklung
Historische Populationen:
- 1991: 3612
- 1996: 3685
- 2001: 3803
- 2011: 4097[2]

## Politik
Anders als in anderen Gemeinden heißen die einzelnen Gemeindeteile nicht vingtaines, sondern cueillettes (Jèrriais: tchilliettes). Vingteniers werden gewählt, jedoch in diesen cueillettes. Die einzelnen Gemeindeteile sind:
- La Petite Cueillette
- La Grande Cueillette
- La Cueillette de Grantez
- La Cueillette de Millais
- La Cueillette de Vinchelez
- La Cueillette de Léoville

St. Ouen bildet einen Wahlbezirk und wählt einen Abgeordneten.
Alle Gemeinden von Jersey, so auch Saint Ouen, besitzen eine Ehrenpolizei aus freiwilligen Mitgliedern, die, polizeiähnlich organisiert, bestimmte Rechte besitzen.

## Bildung
Saint Ouen verfügt mit Les Landes School über eine Grundschule (primary school), die jedoch, anders als andere Schulen auf Jersey, keine Kinderkrippe (nursery) besitzt.

## Partnergemeinde
Einzige Partnergemeinde ist zurzeit (2017):
 Coutances (Département Manche), Frankreich

## Sport
Saint Ouen hat drei lokale Fußballteams. In der Nähe von Grosnez Castle liegt überdies eine Pferderennbahn.

## Fotogalerie

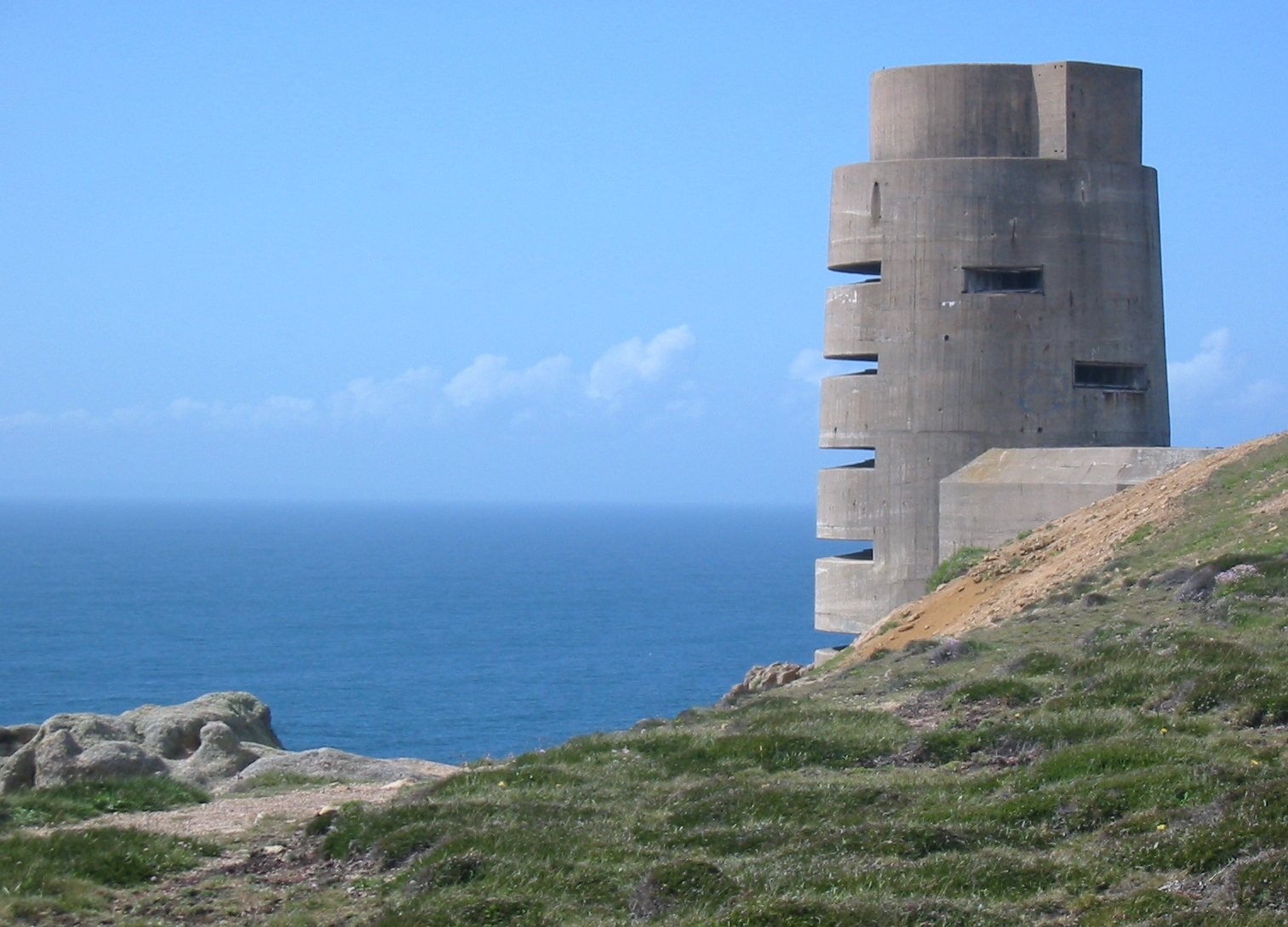
Wachungsturm aus der Zeit der deutschen Besatzung (1940–1945) in Les Landes
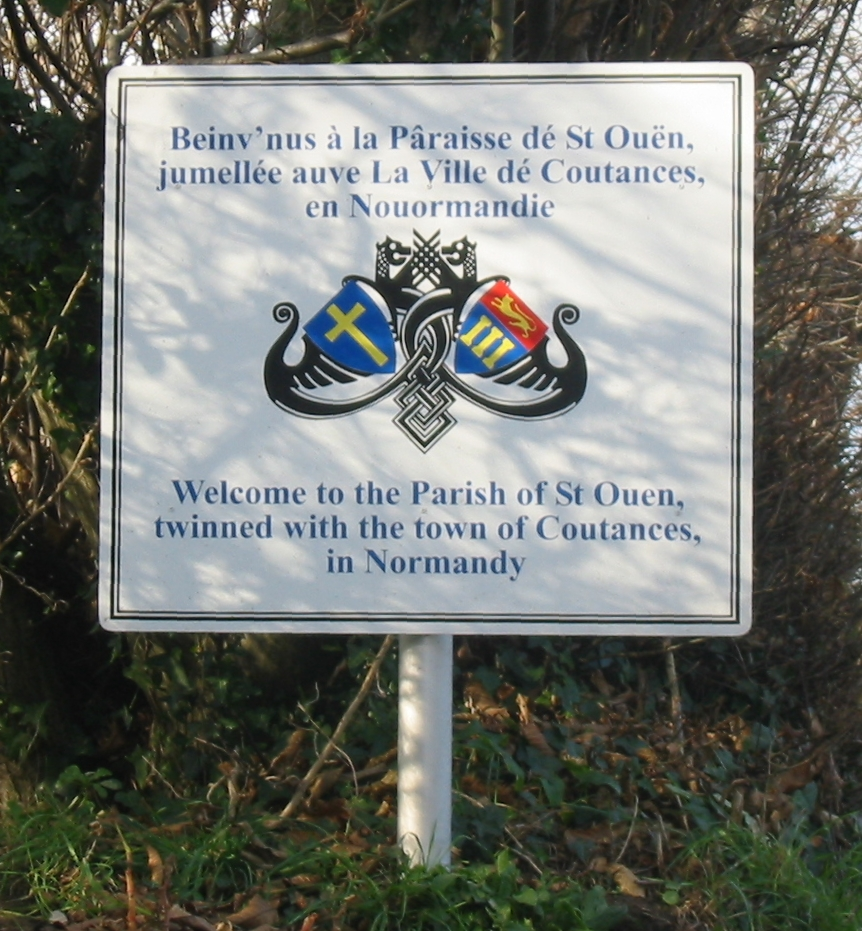
Partnergemeinde von Saint Ouen (zweisprachig)
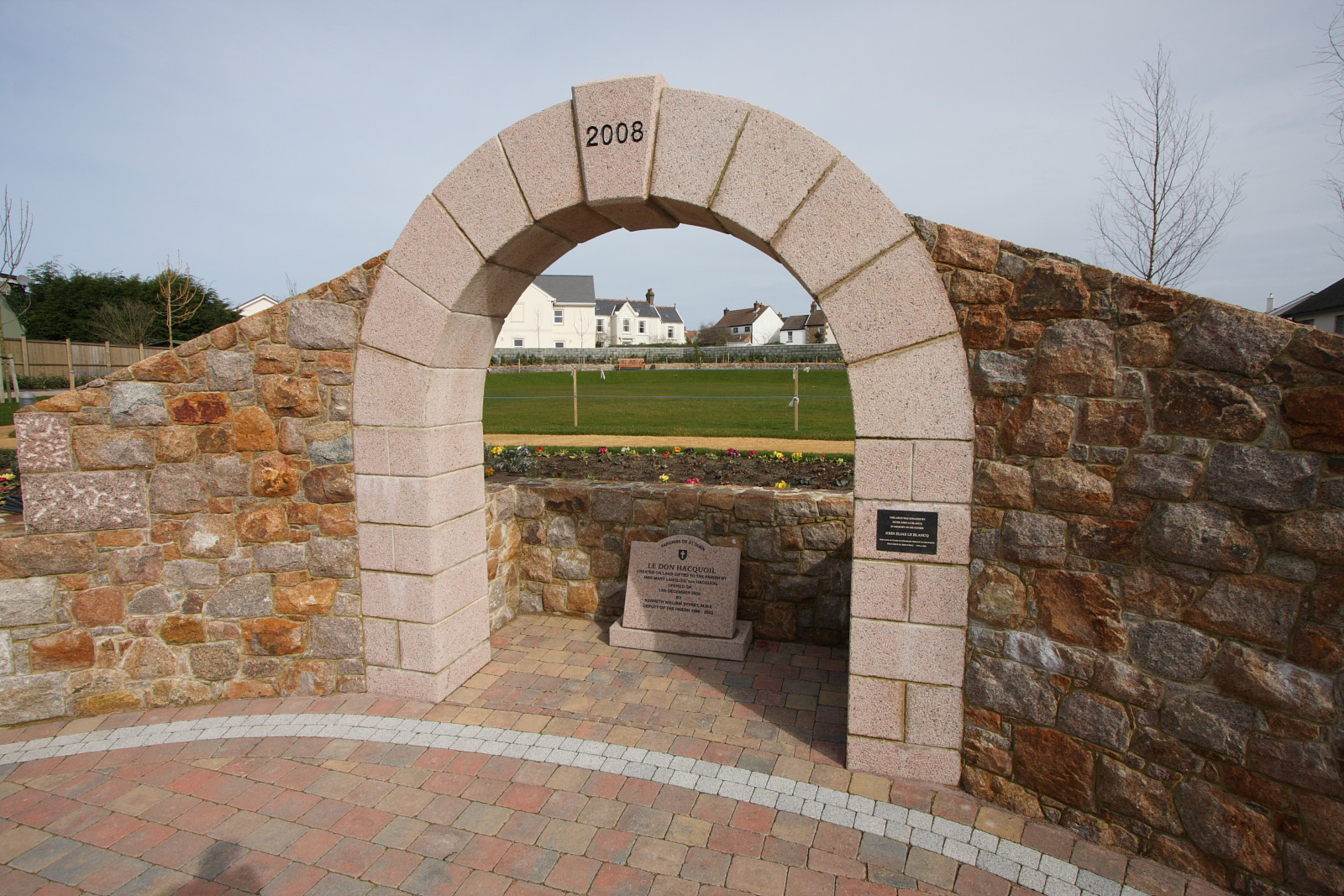
Das Eingangstor von Le Don Hacquoil